# Amazon Grimstad FK
Amazon Grimstad FK är en norsk damfotbollsklubb från Grimstad med rötter tillbaka till 1980-talet. Amazon var en av de första damfotbollsklubbarna i Norge och hette från början Jerv Amazon FK, då som en avdelning av FK Jerv. Den blev en självständig klubb med nuvarande namn 1999.
Amazon är en ren damfotbollsklubb som har spelat i Toppserien sedan 2006. De spelar på Levermyr i Grimstad. Klubbfärgerna är gröna tröjor och blå byxor. De mest kända spelarna är Margunn Haugenes (som också är tränare) och Una Nwajei.